# 파트리크 바티스통
파트리크 레몽 장 바티스통(프랑스어: Patrick Raymond Jean Battiston, 1957년 3월 12일, 로렌 지방 암네빌 ~)은 프랑스의 전직 프로 축구 선수로, 현역 시절 수비수로 활약했으며, 3번의 월드컵과 유로 1984에 참가했다. 클럽 무대에서, 그는 메스, 생-테티엔, 보르도, 그리고 모나코에 몸담으며 5번의 디비시옹 1 우승과 1번의 쿠프 드 프랑스 우승을 경험했다.

## 클럽 경력
모젤 주 암네빌 출신인 바티스통은 하부 리그의 탈랑주(1966–1973)에서 축구를 시작했고, 이후 메스(1973–1980)가 그를 발굴하여 영입했다. 7년 동안 로렌 연고 구단에서 활약한 후, 바티스통은 생-테티엔(1980–1983)에서 3년을 활동하며 1981년에 디비시옹 1을 우승했고, 보르도(1983–1987)로 이적해 1984년, 1985년, 그리고 1987년에 리그를 3번 더 우승했고, 쿠프 드 프랑스도 2번 더 들어올렸다. 바티스통은 이후 모나코(1987–1989)로 이적해 1988년에 1번 더 리그를 우승한 후, 보르도(1989–1991)로 복귀했다.
그는 18년 동안 프로 선수로 활동했다. 은퇴 25년 후에도 그는 리그 1 최다 출전 선수 상위 10명 이름에 올리고 있는데, 골키퍼를 제외하고는 이 목록에서 3번째에 등록되어 있다.

## 국가대표팀 경력
바티스통은 자국을 대표로 56번의 국가대표팀 경기에 출전해 3골을 기록했다. 그는 프랑스를 대표하여 1978년, 1982년, 그리고 1986년 월드컵에 참가했고, 유로 1984에 참가해 안방에서 우승에 일조했다.

### 1982년 월드컵 사건
바티스통은 세비야에서 열린 1982년 월드컵으로 특히 회자되는데, 이 경기에서 프랑스와 서독이 진검승부를 벌였다. 그는 후반전에 교체로 투입되었는데, 작전 개시 10분 만에 플라티니가 찌른 공을 따라가던 바티스통은 서독 수비진을 제치고 문전으로 질주했다. 서독의 골문을 지키던 하랄트 슈마허도 바티스통이 골문을 겨냥하는 와중에 쇄도하면서 득점 기회가 무산되었다. 슈마허가 이때 공중으로 뛰어 올라 몸을 비틀고 바티스통과 충돌했다. 이 과정에서 슈마허의 엉덩이가 프랑스 선수의 얼굴을 강타했다. 바티스통은 털썩하며 정신을 잃은 채 잔디밭에 뒹굴었고, 척추가 손상되고 이가 빠졌고, 이후 혼수상태에 빠졌다. 의무진은 즉시 바티스통에 접근하여 현장에서 바로 산소를 주입했다. 미셸 플라티니는 이후 바티스통이 충돌로 즉사했다고 생각했는데, 왜냐 하면 "그는 맥박이 뛰지 않고 창백했었다"고 보았기 때문이었다.
네덜란드인 하를러스 코르버르 주심은 슈마허의 퇴장을 명하기는커녕 이를 반칙으로 판정하지 않았다. 슈마허는 이후, 골문에서 공을 걷어내면서 경기가 재개되었다. 경기에서 승리한 후, 서독 수문장은 바티스통의 이가 둘 빠졌다고 들었을 때 다음과 같이 답하며 더 많은 문제를 야기했다: "그게 그[바티스통]에게 일어난 문제의 전부라면, 제가 씌우는 비용을 대겠습니다."
슈마허는 이후 바티스통에게 직접 사과했고, 바티스통은 이를 받아들였다. 그는 몇 년 후 출판한 자서전 안피프(Anpfiff)에서 슈마허가 바티스통의 상태를 확인하러 가지 않은 이유는 몇몇 프랑스 선수들이 바티스통 주위에 서서 그를 향해 협박하는 손동작을 했기 때문이었다고 밝혔다.

## 사생활과 이후 행보
바티스통의 친조부는 베네토 주 출신의 이탈리아인이다.
그의 삼촌 레몽 바티스통(1924년생)은 메스 소속으로 1945년부터 1953년까지 활약했다. 그는 슬하에 2명의 아들을 두었다.
은퇴 후, 바티스통은 보르도 이사진에 합류했다. 그는 단장, 유소년부, 2군 감독, 유소년 개발부장을 비롯해 보르도의 다양한 직책을 맡았다. 그가 이사진으로 활동하면서 보르도 유소년부는 마루안 샤마크, 리오 마뷔바, 마르크 플라뉘와 같은 선수들을 배출했다.

## 수상

### 클럽
생-테티엔
- 디비시옹 1: 1980–81

보르도
- 디비시옹 1: 1983–84, 1984–85, 1986–87
- 쿠프 드 프랑스: 1985–86

모나코
- 디비시옹 1: 1987–88

### 국가대표팀
- 유럽 선수권 대회: 1984
- 월드컵
  - 3위: 1986
  - 4위: 1982